# Lynn-Holly Johnson
Lynn-Holly Johnson (Chicago, 13 de diciembre de 1958) es una actriz y patinadora artística estadounidense. Después de lograr reconocimiento en el patinaje artístico sobre hielo en la década de 1970, Johnson inició una carrera como actriz, en la que se destaca su papel nominado a un premio Globo de Oro en la película de 1978 Ice Castles.
Dos años después apareció en la película de Disney The Watcher in the Woods. En 1981 realizó el papel de una chica Bond llamada Bibi Dahl en la película For Your Eyes Only, con Roger Moore interpretando al agente 007. En la cinta Johnson demuestra sus habilidades deportivas, ya que interpreta a una patinadora. En 1984 protagonizó Where the Boys Are, película que fue un fracaso comercial.
En 1996 se retiró de la actuación para concentrarse en su familia. En 2007 retornó brevemente a las artes dramáticas para hacer parte de una producción teatral llamada It's a Wonderful Life.